# Betamiloide
Il peptide betamiloide, o β-amiloide, (Aβ) è il maggior costituente delle placche amiloidi (o senili) ed ha origine dalla proteina APP (Amyloid Precursor Protein) in un processo a due stadi.

## Descrizione
APP è una proteina di membrana codificata da un gene situato sul cromosoma 21, la cui funzione è quella di promuovere la crescita cellulare. Più specificamente, è una proteina transmembrana con un estremo N-terminale (ammino-terminale) extracellulare ed uno C-terminale (carbossi-terminale) citoplasmatico. È espressa in diversi tipi di cellule, in particolare nel cervello, nel cuore, nella milza e nei reni. Ne sono state fino ad ora identificate almeno 10 isoforme derivate da splicing alternativo; le tre più comuni sono chiamate C (presente soprattutto nei neuroni), B (comune nei linfociti T) ed A, e sono composte rispettivamente da 695, 751 e 770 aminoacidi.
Normalmente l'APP viene tagliata da due proteasi:
- alfa-secretasi (taglia il precursore in corrispondenza dell'amminoacido 697;
- gamma-secretasi, che attraverso la proteina presenilina taglia la parte residua all'interno della membrana (nel dominio C-terminale) a livello degli AA 711/713.

ottenendo un prodotto di clivaggio innocuo, chiamato P3.
Se però nel clivaggio di APP interviene in una fase inopportuna la proteasi β-secretasi (BACE, Beta-Site APP-Cleaving Enzyme), che si adopera nel cleavage del dominio extracellulare N-terminale di APP, vengono prodotti due frammenti da 42 e 40 amminoacidi. Di questi, quello da 42 amminoacidi è amiloidogenico.
La produzione anomala di β-amiloide come oligomero è la causa di molte malattie neurodegenerative; infatti, sono state identificate un certo numero di mutazioni localizzate sul gene APP in soggetti appartenenti a famiglie nelle quali la malattia di Alzheimer si manifestava con frequenza insolita in età relativamente precoce (early-onset). Come monomero è invece un fattore fisiologico e protettivo che potenzia la plasticità sinaptica. Queste mutazioni aumentano la produzione di Aβ-42, che porta all'aggregazione fibrillare tossica per i neuroni. Le mutazioni del gene APP sono responsabili per il 2-3% dei casi di Alzheimer a trasmissione familiare.
Secondo alcune ricerche, un elevato livello di β-amiloide si verifica dopo diversi periodi di privazione del sonno, ma questi livelli calano nuovamente a seguito di un corretto riposo.

## Malattia di Alzheimer
Uno dei parametri predittivi per la diagnosi della malattia di Alzheimer è un aumento del tasso di proteina β-amiloide (Aβ-42) nel liquido cefalo-rachidiano.
Un eccesso di concentrazione nel sangue precede la formazione di placche a livello cerebrale. Esso può essere diagnosticato con 17 anni di anticipo rispetto al manifestarsi dei primi sintomi neurologici dell'Alzheimer, insieme alla presenza della proteina fibrillare acida della glia (Gfap) nel sangue.
Un elevato livello della Gfap nel sangue corrisponde a un aumento della beta amiloide nel cervello (già visibile nel cervello dei malati anche 20-30 anni prima della manifestazione della malattia).
Il plasma fosforilato tau 217, o proteina tau 217, ha mostrato una accuratezza del 96% nel predire l'accumulo di betamiloide e proteina Tau nel cervello, rivelandosi il biomarcatore più promettente e più specifico per la diagnosi dell'Alzheimer.
L'analisi delle risonanze magnetiche funzionali e dei test neurocognitivi mediante l'intelligenza artificiale è un approccio alternativo che permette un'elevata accuratezza nella formulazione di ipotesi causali di disordine cognitivi e nel prevedere la conversione in demenza entro 24 mesi.
Accumuli di betamiloide sono stati osservati post-mortem anche nel cervello dei gatti che presentavano confusione, disturbi del sonno e aumento della vocalizzazione.

## Diagnosi
Al 2025 la presenza di betamiloide può essere diagnosticata con la PET cerebrale con traccianti specifici o tramite l'esame del liquido cerebrospinale. Tra questi vi è il tracciante 18-F-flortaucipir, che consente di quantificare in vivo i filamenti elicoidali appaiati della proteina tau, e l'Amyloid-PET.
Altri traccianti utilizzati sono il 18F-Flutemetanol (per la Pet-Tac) e l'11 C MP4, in grado di misurare l’attività della colinesterasi, un enzima fondamentale nell’attività colinergica. I secondi traccianti più utilizzati sono i seguenti: [18F] Florbetaben; [18F] AV-45, Florpiramina, [18F] Florbetapir.